# Камно
Камно́ — деревня в Логозовской волости Псковского района Псковской области России и одноимённое городище.

## География
Расположена в истоках реки Каменка в 4 км к западу от Пскова и в 3 км к северо-востоку от Неёлово.

## Население
| 2001 | 2002 | 2010 | 2012 |
| ---- | ---- | ---- | ---- |
| 2    | ↘1   | ↘0   | →0   |

## Городище
Городище Камно расположено к северу от современной деревни Камно на реке Каменка, на полуострове, образованном двумя руслами-истоками реки. Оно имеет правильную овальную форму, с трёх сторон окружено широкими оврагами, а с напольной стороны — насыпным оборонительным валом и рвом.
Период расцвета городища приходится на VIII — X века. До упоминания Пскова в летописи жизнь здесь буквально «била ключом». В Камно, Изборске, Пскове, Рыуге, Ладоге и других местах на северо-западе Руси в VIII—IX веках получили распространение литейные формочки из известняка в результате возрождения моды на подобные украшения, выработанной в пражской культуре ранних славян на рубеже VI—VII веков. Сохранилось предание, что недалеко от Камно находились владения киевской княгини Ольги.
Археологи подтвердили, что люди здесь жили до XI—XII веков, строя жильё, стойла для скота, кузницы, добывая железо из болотных руд.
Первые письменные упоминания о городище в летописи относятся к 1238 году и связаны со сражением, когда псковичи «избили литву под Камно». Годом позже события повторились, но с противоположенным результатом. В 1272 году псковский князь Тимофей Довмонт у погоста Камно разбил ливонское войско. В 1407 году здесь произошло известное «Каменское побоище» псковичей с ливонскими рыцарями.
Местность вокруг погоста Камно также богата святыми источниками: источники Двенадцати апостолов, пророка Илии и преподобного Никандра (на левом ручье-истоке реки Каменка), источник святого Георгия Победоносца.

## Русская православная церковь
В деревне находится Церковь Святого Георгия Победоносца погоста Камно, которая впервые упоминается в актах XV века. Выстроена на возвышенной площадке бывшего городища из местного камня-известняка. Перестроена в конце XVIII — нач XIX вв.: помимо основного четверика крестовокупольного храма и боковых апсид с традиционными псковскими нишами в интерьере, были добавлены центральная апсида, западный притвор с рухлядной, двухъярусная колокольня и барочная глава с барабаном. После Великой Отечественной войны был восстановлен придел преподобного Никандра Псковского (южный). К югу от храма расположена также одноглавая, квадратная в плане часовня-усыпальница (начало XX века). Вокруг — кладбище в каменной ограде. Церковь действующая (открыта с 10 часов утра). Чтимые иконы — списки с икон Божией Матери Старорусская и Знамение.
Храм связан с именем псковского святого Никандра. Рядом с церковью имеется святой источник Георгия Победоносца с оборудованной купальней. На церковном кладбище расположена могила поэта-демократа А. Н. Яхонтова: здесь было его родовое имение Камно, где он провёл свои детские годы. В 1825 году в Камно приезжал из Михайловского А. С. Пушкин.